# Sistema de Takhtajan
El sistema de Takhtajan es un sistema de clasificación de plantas publicado por Armen Takhtajan, en varias versiones a partir de los años 50. Usualmente se lo compara con el sistema de Cronquist, ambos admiten grupos parafiléticos. Publicaciones clave:
- A. Takhtajan (in Russian, 1966). A system and phylogeny of the flowering plants.
- A. Takhtajan (1969, traducc. del ruso por C. Jeffrey). Flowering plants: origin and dispersal.
- A. Takhtajan (1980). «Outline of the classification of flowering plants (Magnoliophyta)». Botanical Review 46: 225-359. doi:10.1007/BF02861558.
- A. Takhtajan (2009). Flowering plants, 2nd ed.

## Takhtajan 1964
Publicado en Takhtajan, A. (1964). The taxa of the higher plants above the rank of order. Taxon 13(5): 160-164, :
Subregnum Telomobionta (= Cormobionta)
- 1. Divisio Psilophyta

Classis Psilophytatae
- 2. Divisio Bryophyta

Classis Anthocerotatae
Classis Marchantiatae (Hepaticae)
Classis Bryatae (Musci)
- 3. Divisio Lycopodiophyta (= Lycophyta, Lepidophyta)

Classis Lycopodiatae
Classis Isoetatae
- 4. Divisio Psilotophyta

Classis Psilotatae
- 5. Divisio Equisetophyta (= Sphenophyta, Calamophyta)

Classis Hyeniatae
Classis Sphenophyllatae
Classis Equisetatae
- 6. Divisio Polypodiophyta (= Pteridophyta s.str., Pterophyta s.str.)

Classis Polypodiatae
- 7. Divisio Magnoliophyta (= Spermatophyta)

Subdivisio Lyginopteridicae (Pteridospermae)
Subdivisio Pinicae (Coniferophytina)
Classis Ginkgoatae
Classis Pinatae
Subdivisio  Cycadicae (Cycadophytina)
Classis Cycadatae
Classis Bennettitatae
Subdivisio Gneticae (Chlamydospermae, Gnetophytina)
Subdivisio Magnolicae (Angiospermae)
Classis Magnoliatae (Dicotyledones)
Classis Liliatae (Monocotyledones)